# Mbulaeni Mulaudzi
Mbulaeni Tongai Mulaudzi (Muduluni, Dél-afrikai Köztársaság, 1980. szeptember 8. – 2014. október 24.) olimpiai ezüstérmes, világbajnok dél-afrikai atléta.

## Élete
Ő vitte hazája zászlaját az athéni olimpiai játékokon, melyen ezüstérmesként végzett 800 méteres síkfutásban. Két világbajnoki érmet nyert. A 2003-as párizsi világbajnokságon bronz-, majd a 2009-es berlini vb-n aranyérmes lett, miután 1:45,29 idővel teljesítette a szám döntőjét, maga mögé utasítva a címvédő világbajnok kenyai, Alfred Kirwa Yegót.
Három érmet nyert a fedett pályás-világbajnokságokon. 2004-ben Budapesten arany-, 2006-ban Moszkvában és 2008-ban Valenciában pedig ezüstérmes lett.
2014. október 24-én autóbalesetben vesztette életét.

## Egyéni legjobbjai
Szabadtéri
- 800 méter – 1:42,86
- 1000 méter – 2:15,86
- 1500 méter – 3:38,55

Fedett pályás
- 800 méter – 1:44,91